# Elena Vozmediano
Elena Vozmediano (Madrid, 1965) es una historiadora del arte y crítica de arte española colaboradora en diferentes medios especializados. Su punto de vista independiente, objetivo, analítico y crítico, esta forjado mediante una extensa investigación en la materia tratada.

## Desarrollo profesional
Elena Vozmediano es licenciada en Historia del Arte por la Universidad Complutense de Madrid. Desde 1998 escribe semanalmente en el suplemento El Cultural del diario El Mundo ofreciendo sus agudas críticas periódicamente. Ha publicado en este medio cerca de 600 artículos. desde su primer número.En este medio reflexiona cada semana sobre diversos aspectos del sistema del arte: mercado, tendencias, publicaciones, proyectos online, políticas culturales, analizando agudamente temas de actualidad en el arte, desde los nombramientos políticos, hasta las carreras de los personajes que lo conforman. Elabora artículos incisivos  y en ellos desgrana, paso a paso, el desarrollo del arte de nuestros días, no solo español, sino también internacional.
Periódicamente ha escrito numerosos textos para catálogos tanto de artistas como de instituciones, y ha colaborado en diversas revistas especializadas como en la revista Arte y Parte, en el Centro Gallego de Arte Contemporáneo de Santiago de Compostela, Exit Express, Arquitectura Viva, Diseñart, Art Nexus, Revista de Libros o Revista de Occidente.
Es miembro del IAC, Instituto de Arte Contemporáneo Español, institución de la que fue presidenta entre 2008 y 2011.

## Premios
Ha sido galardonada con el Premio GAC 2012 a la Crítica de Arte, que otorgan las cuatro asociaciones de galerías de arte de Cataluña. Con motivo de este premio, el Instituto Superior de Arte de la Art & Business School realiza una entrevista y en ella la definen comoː 
"Es el reconocimiento a una de las voces más independientes, activas y cualificadas de la crítica de arte en nuestro país"
Además obtuvo el Premio Reconocimiento del Arte Contemporáneo, del IAC, en 2014.

## Conferencias, seminarios y congresos
Además de su labor como crítica de arte, ha desarrollado su carrera paralelamente como conferenciante y docente, participado en seminarios e impartido  cursos especializados como el celebrado en el año 2019 en el Master Online en Crítica y Comunicación Cultural con el título Aprende crítica artística y comunicación cultural en entornos digitales.. En el año 2015 participa en la Universidad de Navarra en el ciclo titulado Críticos frente a la colección 
Participó entre otros, en el año 2018 el 5º Congreso Internacional de Educación  y Accesibilidad en Museos y Patrimonio, organizado por el Museo Marítimo de Barcelona y el Ayuntamiento de Barcelona, por medio del Instituto de Cultura de Barcelona.

## Jurados
Ha formado parte de numerosos jurados, entre otros, en el Premio Internacional de Fotografía Pilar Citoler en el año 2019, Beca Estampa de Casa Velázquez en el año 2017, comisariado de Caixa Forum en 2016,  ayudas Fundación BBVA a la Creación en Videoarte 2014, 2015 y 2016, ArteSantander en 2014. 